# Мілослава Резкова
Мілослава Резкова (чеськ. Miloslava Rezková; 22 липня 1950, Прага, Чехословаччина — 19 жовтня 2014, Прага, Чехія) — чехословацька легкоатлетка, яка спеціалізувалася у стрибках у висоту. Олімпійська чемпіонка Мехіко 1968. Спортсмен року Чехословаччини 1969 року. Спортивна легенда Чехії (2014).

## Життєпис
Народилась і виросла в Празі. Перед тим, як стати стрибункою у висоту, займалась балетом, художньою гімнастикою і волейболом.
1968 року представляла Чехословаччину на Олімпійських іграх в Мехіко. З результатом 1,82 м здобула золоту медаль. Наступного року стала чемпіонкою світу. Також брала участь ще у двох чемпіонатах світу 1971 та 1974 року, де обидва рази ставали п'ятою. На наступних Іграх у Мюнхені знову подолала позначку 1,82 м, однак цього було достатньо лише для 15-ого місця. Двічі виступала на чемпіонатах Європи в закритих приміщеннях, де посідала 5-е місце (Роттердам 1973) й 11-е (Катовіце 1975).
Закінчила кар'єру 1977 року, після чого стала ювеліром і тренером.

## Особисте життя
1969 року одружилась зі своїм тренером Рудольфом Хюбнером. У подружжя народилась донька Лінда, однак пара із часом розійшлась. За деякий час Резкова народила сина Іржі від свого хлопця Іржі Вичихла.
Померла 2014 року в Празі від раку.

## Нагороди
- Спортсмен року Чехословаччини (1969)
- Спортивна легенда Чехії (2014)